# Tauriac-de-Camarès
Tauriac-de-Camarès é uma comuna francesa na região administrativa de Occitânia, no departamento de Aveyron. Estende-se por uma área de 24,75 km². Em 2010 a comuna tinha 38 habitantes (densidade: 1,5 hab./km²).